# ملاح، البيضاء
ملاح هي إحدى قرى الجمهورية اليمنية. تتبع جغرافيا لمحافظة البيضاء و إداريًا لمديرية العرش. يبلغ تعداد سكانها 8568 نسمة حسب التعداد السكاني لعام 2004. تعتبر  حاليا مركز مديرية العرش كونها أكبر مساحة وأكثر في عدد السكان من باقي قرى المديرية وتاتي اهميتها بعد مدينة رداع 

## القبائل
تتكون قرية ملاح من ثلاث قبائل وهم آل الطهيف وآل الشرعي وآل عوبل وتتكون قرية ملاح من عدة مناطق وهي: ال الطهيف - ال الشرعي وتسمى عقلة الشرعي - ال عوبل - العيمران والتي تسمى خدار -الحفرة -حمة العيد - حمة المستشفى - الحنكة -الصرم -المشنة -الغول